# 本郷亘
本郷 亘（ほんごう わたる、正保2年（1645年） – 享保10年（1725年）10月）は、江戸時代前中期の発明家、因幡鳥取藩士。子に砲術家の本郷登がいる。通称は又八郎、伊勢右衛門（伊左衛門）、のち和多利（和太利）。

## 経歴・人物
正保2年（1645年）播磨に生まれ、寛文5年（1665年）鳥取に移り、同9年（1669年）出仕。地雷や水雷、消火器などを発明する。